# Rauhenebrach
Rauhenebrach là một đô thị ở Haßberge bang Bavaria thuộc nước Đức.